# 1955 год в науке
В 1955 году были различные научные и технологические события, некоторые из которых представлены ниже.

## События
- Создан тор с магнитным полем (ТМП) — первый токамак (СССР)[1].
- 16 июня — совершил первый полёт самолёт Е-4 — прототип МИГ-21 (лётчик-испытатель Г. А. Седов).
- 17 июня — в воздух поднялся первый советский реактивный пассажирский самолёт Ту-104.

## Достижения человечества

### Изобретения.
- 25 октября — американская компания «Tappan Company» впервые представила бытовую микроволновую печь.
- Компания Bell Labs представила первый полностью транзисторный компьютер TRADIC.
- Йонас Солк запатентовал инъекционную вакцину против полиомиелита.
- Представлен первый копир японской компанией Ricoh.

### Новые виды животных
- Животные, описанные в 1955 году

## Награды
- Нобелевская премия
  - Физика — Уиллис Юджин Лэмб — «За открытия, связанные с тонкой структурой спектра водорода», Поликарп Куш — «За точное определение магнитного момента электрона».
  - Химия — Винсент Дю Виньо — «За работу с биологически активными соединениями, особенно за впервые осуществлённый синтез полипептидного гормона».
  - Медицина и физиология — Аксель Хуго Теодор Теорелль — «За открытия, касающиеся природы и механизма действия окислительных ферментов».

## Родились
- 3 июня — Зайнидин Курманов, киргизский учёный-историк, политолог, юрист, философ и публицист.
- 8 июня — Сэр Тим Бернерс-Ли, английский учёный, изобретатель Всемирной паутины.
- 28 октября — Билл Гейтс, основатель корпорации Microsoft.

## Скончались
- 24 февраля — Борис Васильевич Базилевский, советский астроном.
- 11 марта — Александр Флеминг британский бактериолог.
- 18 апреля — Альберт Эйнштейн, немецкий физик-теоретик, автор теории относительности, лауреат Нобелевской премии по физике (1921).
- 19 октября — Эжен Жозеф Дельпорт, бельгийский астроном.
- 30 октября — Димитрие Густи, румынский социолог, историк, философ.
- 8 декабря — Герман Клаус Гуго Вейль, немецкий математик.
- 13 декабря — Антониу Эгаш Мониш португальский психиатр и нейрохирург, лауреат Нобелевской премии по физиологии и медицине в 1949 год.